# Хуна-Ангун

Хуна-Ангун на карте Аляски

Хуна-Ангун (англ. Hoonah–Angoon Census Area) — зона переписи населения в штате Аляска, США. Является частью неорганизованного боро и потому не имеет административного центра. Крупнейшим населённым пунктом данной территории является город Хуна. Население зоны по данным переписи 2010 года составляет 2150 человек.

## История и география
Ранее современная зона переписи была частью более крупной зоны Скагуэй-Якутат-Ангун. 22 сентября 1992 года Якутат получил статус города-боро и оставшаяся территория зоны переписи была переименована в Скагуэй-Хуна-Ангун. 20 июня 2007 года статус города-боро получил и Скагуэй, а зона переписи получила своё современное название.
Общая площадь зоны составляет 28 270 км², из них 19 490 км² — суша и 8780 км² (31 %) — водные пространства.
Часть территории национального парка Глейшер-Бей находится в Хуна-Ангуне.

## Населённые пункты

### Города
- Ангун
- Густавус
- Хуна
- Пеликан
- Тенаки-Спрингс

### Статистически обособленные местности
- Элфин-Ков[англ.]
- Гейм-Крик
- Клукуан
- Уайтстон-Логгинг-Камп